# Mosasaur
En mosasaur var en slangelignende øgle (og dermed krybdyr) i den nu uddøde familie Mosasauridae. De fleste arter var havlevende, idet der kun er fundet en enkelt mosasaur som levede i ferskvand. Det første mosasaur-fossil blev opdaget i Meuse-floden omkring 1780. Disse kødædende, marine rovdyr menes at være nært beslægtet med slanger, pga. store anatomiske ligheder i kæbe og kranium.
 Navnet mosasaur kommer af ordet Mosa, der er det latinske navn for Meuse-floden, og af det græske ord sauros, der betyder firben.
Mosasaurer var ikke dinosaurer, men lepidosaurer; krybdyr med overlappende skæl. Disse rovdyr udviklede sig fra semi-akvatiske slanger og øgler kendt som aigialosaurer, tæt beslægtet med de moderne varaner, i den tidlige kridttid. Gennem de sidste 20 millioner år af kridttiden, med uddøen af de sidste ichthyosaurer og tilbagegangen af kridttids-plesiosaurerne og -pliosaurerne, blev mosasaurerne de dominerenede rovdyr.

## Slægter
Kendte slægter omfatter Clidastes, Mosasaurus, Prognathodon, Globidens, Plotosaurus, Plesiotylosaurus, Carinodens, Dallasaurus, Igdamanosaurus, Halisaurus, Tylosaurus, Platecarpus, Selmasaurus, Plioplatecarpus, Amphekepubis, Goronyosaurus, Liodon, Moanasaurus, Pluridens, Lakumasaurus, Yaguarasaurus, Eonatator, Hainosaurus, Tethysaurus, Angolasaurus, Kourisodon og Russellosaurus. 

## Beskrivelse
Mosasaurer trak vejret og var stærke svømmere som var godt tilpassede til livet i det lave, varme, kystnære havvand som der var meget af i kridttiden. Mosasaurer var så veltilpassede at de fødte levende unger i stedet for at skulle på land for at lægge æg, ligesom skildpadder.
Den mindste kendte mosasaur var Carinodens belgicus, som var omkring 3 til 3,5 m lang og som sikkert levede i lavt vand nær kysten, hvor den knuste og spiste snegle og søpindsvin med sine tænder. Større mosasaurer var typisk op til 17 meter lange. Hainosaurus har rekorden på 17,5 meter.
Mosasaurer havde en kropsform som lignede moderne varaner, men var mere langstrakte og strømlinede til svømning. Deres haler var brede og blev anvendt til fremdrift. Deres svømmemetode var sandsynligvis ligesom dagens havål og havslanger. Mosasaurer har sikkert ligget på lur i stedet for at jage sit bytte.
Mosasaur havde løse kæber og fleksible kranier ligesom slanger og kunne derfor sluge deres byttedyr hele. Et skelet fra en Tylosaurus proriger fra South Dakota havde bl.a. rester fra dykkende havfugle (Hesperornis), en havbenfisk, muligvis en haj og en anden mindre mosasaur (Clidastes). Der er fundet mosasaurknogler med fastkilede hajtænder.
I Danmark er der indtil videre mest fundet mosasaurtænder. I 2019 fandt amatørarkæolog Peter Bennicke fra Tommestrup på Stevns store dele af et hoved med tænder fra arten Plioplatecarpus under Stevns Klint. Delene udstilles på Geomuseum Faxe.